# Sarah Moore
Sarah Moore (Harrogate, 22 de octubre de 1993) es una piloto de carreras británica. Ganó el Campeonato Junior de Ginetta en 2009 y compitió en el Campeonato InterStep en 2011. Fue galardonada con el estatus de Rising Star por el British Racing Drivers' Club en 2009. Moore fue el primer piloto de carreras femeninas en ganar una carrera sancionada por el Consejo de Administración, y el primero en ganar una serie juvenil de género nacional en el Reino Unido. Ella es la primera mujer que ganó el Campeonato de Resistencia Britcar.

## Carrera
Moore compitió en la clase Rotax Mini Max del Campeonato Nacional de Estrellas del Mañana en 2007, terminando el 24. También condujo para Tockwith Motorsports tanto en el Campeonato Junior de Ginetta como en el Campeonato Juvenil de Invierno de Ginetta. En el Campeonato Junior de Ginetta, entró en la temporada final en Marcas Hatch, con su mejor resultado siendo 15 en la primera carrera del día. Para 2008, entró en el BRDC Stars of Future MiniMax Championship, finalizando 40 en total, pero el Ginetta Junior Championship se convirtió en su enfoque principal, ya que compitió en la temporada completa por Tockwith Motorsports. Terminó la temporada en decimoséptimo lugar, con su mejor acabado de carrera siendo un sexto lugar en Silverstone. También entró en la Serie de Invierno del Campeonato Junior de Ginetta ese año, terminando las cuatro carreras en el podio, con una victoria, y terminando como hasta Josh Hill.
Moore permaneció en el Campeonato Junior de Ginetta en 2009 con Tockwith Motorsports, y ganó el título, habiendo tomado cinco victorias, y anotó dieciséis puntos más que Jake Cook. También se convirtió en la primera mujer en ganar una carrera en una serie que formó parte del paquete TOCA, la primera en ganar una serie de género en el Reino Unido, y fue galardonada con el estatus de BRDC Rising Star. Como resultado de esto, fue preseleccionada para el premio de la BBC Young Sports Personalidad del Año, y finalmente fue clasificada en quinto lugar. Además de esto, fue nombrada como la British Club Driver of the Year en los Autosport Awards, y se unió al esquema YourPatrones Car.com. El dueño de Ginetta Cars, Lawrence Tomlinson, elogió a Moore, diciendo "Ver a Sarah ir al escenario en los premios frente a 1.400 jefes de la industria ha sido uno de los momentos más prósperos en la historia de Ginetta".
En 2010, Moore recibió el Premio Lord Wakefield del BWRDC. Sarah y su hermano David cambiaron al equipo de Eurotech Racing, pero permanecieron en el Campeonato Junior de Ginetta. Ella tuvo menos éxito ese año, con la serie que cambió a la Ginetta G40; ella no terminó en el podio hasta la 17ª carrera de la temporada, celebrada en Donington Park, y terminó séptimo en general. En 2011, se graduó en la nueva serie del Campeonato InterStep y regresó al equipo de Tockwith Motorsport, que estaba entrando bajo el nombre "TMS Atlantic". Después de haber tomado dos finales en las dos primeras carreras, finalmente terminó la temporada en sexto lugar. Ella también compitió en la primera serie de la 4Two Cup ese año, tomando una sola victoria.
Entró nuevamente en la 4Two Cup en 2012, terminando el segundo dos veces de las cuatro carreras celebradas en Záza-Francorchamps, y el tercero en ambas carreras celebradas en Snetterton. Moore también condujo un Smart ForTwo junto a su hermano Nigel en la ronda del Parque Donington de la Copa de Producción Britcar ese año, terminando el vigésimo en general. Moore comenzó en el reformado Campeonato de Resistencia Britcar en 2017, con el conductor profesional Smart Rob Baker en un ForFour dirigido por su equipo de S2Smarts. Condujo en las últimas 3 rondas del campeonato, y al final, Moore y Baker fueron el cuarto en la categoría general de Sprint y el primero en clase. En la sexta ronda de Oulton Park, corrió junto a su hermano, Ed y padre, Simon, que estaban ambos en Tockwith Ginetta G50s. Sarah se convirtió en una Ginetta G50 con Tockwith Motorsport en la categoría Resistencia con Matt Greenwood, ganando finalmente la categoría de resistencia en general en la primera carrera en Marcas Hatch. En 2019, conduciendo con Moh Ritson, Sarah regresó en un Tockwith Motorsport G50, pero no ha sido una gran temporada para ellos. En la sexta ronda de Snetterton, Moore fue necesario en la ronda final de los WSeries en Marcas Hatch, por lo que el hermano Ed se hizo cargo de las tareas de conducción, pero problemas mecánicos le impidieron regresar a Britcar el resto del fin de semana.

## Vida personal
Sus hermanos David, Nigel y Edward son todos pilotos de carreras. Su padre, Simon, dirige el equipo Tockwith Motorsports y es propietario del Centro Tockwith Motorsports, fundado por su abuelo Reg. Dijo en 2010 que quería convertirse en la primera mujer de Gran Bretaña en la Fórmula 1.
Moore es lesbiana y se dedica a Carlajane Metcalfe. Es Embajadora de Pilotos de Racing Pride, una organización benéfica de derechos LGBT que trabaja en la industria del automóvil para promover la inclusión en todo el deporte y entre sus socios tecnológicos y comerciales.

## Resultados

### W Series
(Clave) (negrita indica pole position) (cursiva indica vuelta rápida)

| Año  | Escudería  | 1    | 2    | 3   | 4   | 5   | 6   | 7    | 8    | Pos. | Puntos | Ref.   |
| ---- | ---------- | ---- | ---- | --- | --- | --- | --- | ---- | ---- | ---- | ------ | ------ |
| 2019 |            | HOC  | ZOL  | MIS | NOR | ASS | BRH |      |      | 8.ª  | 24     | [ 27 ] |
| 2019 |            | 5    | 5    | 9   | Ret | 10  | 10  |      |      | 8.ª  | 24     | [ 27 ] |
| 2021 |            | SPI1 | SPI2 | SIL | BUD | SPA | ZAN | AUS1 | AUS1 | 5.ª  | 56     | [ 28 ] |
| 2021 | Scuderia W | 2    | 4    | 7   | 15  | 13  | 9   | 7    | 4    | 5.ª  | 56     | [ 28 ] |